# Agata Teperek
Agata Teperek (ur. 1988 w Warszawie) – polska skandynawistka, kulturoznawczyni, tłumaczka literatury pięknej i naukowej.
Absolwentka skandynawistyki na Uniwersytecie Humboldtów w Berlinie oraz interdyscyplinarnych studiów rejonu Morza Bałtyckiego na Uniwersytecie w Turku. Mieszkała i studiowała w Niemczech, Finlandii, Szwecji i Estonii.
Stypendystka programu Schritte przyznawanego przez S.Fischer Stiftung.
Zajmuje się tłumaczeniem literatury z języka szwedzkiego i niemieckiego, jak również tekstów naukowych i popularno-naukowych z języka szwedzkiego, niemieckiego i angielskiego. W jej przekładzie w Polsce ukazały się m.in. kryminały Jensa Lapidusa, Louise Boije af Gennäs i Jenny Rogneby, a także utwory Ingmara Bergmana, Kjella Westö i trylogia Karin Smirnoff.

## Dorobek

### Tłumaczenia literackie ze szwedzkiego
- Karin Smirnoff: Wracam do domu, Wydawnictwo Poznańskie: Poznań 2024.
- Eva Frantz: Tajemnica dworu Helmersbruk, Wydawnictwo Widnokrąg: Warszawa 2023.
- Balsam Karam: Horyzont zdarzeń, Wydawnictwo Marpress: Gdańsk 2023.
- Elin Anna Labba: Panowie nas tu przesiedlili. O przymusowych przesiedleniach w Szwecji; Wydawnictwo Marginesy: Warszawa 2023.
- Karin Smirnoff: Jedziemy z matką na północ, Wydawnictwo Poznańskie: Poznań 2023.
- Fredrik Backman: Niespokojni ludzie, Marginesy: Warszawa 2022.
- Karin Smirnoff: Pojechałam do brata na południe, Wydawnictwo Poznańskie: Poznań 2022.
- Kjell Westö: „Midsommar z panem Laakso”, [w:] Mistrzowie opowieści – skandynawskie lato, Wielka Litera: Warszawa 2022.
- Ingmar Bergman: Sceny z życia małżeńskiego, Zysk: Poznań 2021.
- Jurek Sawka: Quality time, Filtry: Warszawa 2021
- Christian Unge: Zamieć (razem z Dianą Hasooni), Wydawnictwo Wielka Litera, Warszawa 2021.
- Louise Boije af Gennäs: Do skutku, Wydawnictwo MOVA, Białystok 2021.
- Christian Unge: Przejdź przez wodę, krocz przez ogień, Wydawnictwo Wielka Litera, Warszawa 2020.
- Louise Boije af Gennäs: Bezwład, Wydawnictwo MOVA, Białystok 2020.
- Louise Boije af Gennäs: Krwawy kwiat, Wydawnictwo MOVA, Białystok 2020.
- Jens Lapidus: Top Dogg, Wydawnictwo Marginesy: Warszawa 2019.
- Jenny Rogneby: Cena człowieka, Wydawnictwo Marginesy: Warszawa 2019.
- Jenny Rogneby: Leona – cel uświęca środki, Wydawnictwo Marginesy: Warszawa 2017.
- Jens Lapidus: Sztokholm Delete, Wydawnictwo Marginesy: Warszawa 2016.
- Jenny Rogneby: Leona – kości zostały rzucone, Wydawnictwo Marginesy: Warszawa 2016.

### Tłumaczenia literackie z niemieckiego
- Antje Rávik Strubel: W lasach ludzkiego serca, Wydawnictwo Pauza: Warszawa 2023.
- Romy Hausmann: Perfect Day, WAB: Warszawa 2023.
- Romy Hausmann: Ukochane dziecko, WAB: Warszawa 2022.

### Tłumaczenia naukowe i popularno-naukowe (wybór)
- Emily Ruete: Wspomnienia arabskiej księżniczki, Fotografistka: Bydgoszcz 2021 (z niemieckiego).
- Marcus Rosenlund: Gdy pogoda zmienia bieg historii, BoWiem: Kraków 2022 (ze szwedzkiego).
- Roland Paulsen: Co jeśli…? Dlaczego strach i niepokój rządzą naszym życiem, Zwierciadło: Warszawa 2021 (ze szwedzkiego).
- Anders Hansen: W zdrowym ciele zdrowy mózg, Wydawnictwo Znak, Kraków 2018 (ze szwedzkiego).
- Astrid Erll: Kultura pamięci. Wprowadzenie, WUW, Warszawa 2018 (z angielskiego).
- Anke te Heesen: Teorie muzeum, red. Anna Ziębińska-Witek, Wydawnictwo Neriton 2016 (z niemieckiego)
- Frank Meisler: Zaułkami pamięci. Gdańsk - Londyn - Jaffa, Wydawnictwo: Instytut Kaszubski w Gdańsku, Gdańsk 2014.